# Mónica Calle
Mónica Calle (5 september 1966) is een Portugese actrice, regisseur en decorontwerper.

## Biografie
Calle studeerde aan de Escuela Superior de Teatro y Cine de Lisboa (ESTC). In 1992 richtte ze de Casa Conveniente theatergroep op, in de Cais do Sodré volkswijk, een levendige buurt met havenlieden en sekswerkers. Het gezelschap werd vernoemd naar de buurtsupermarkt die voor hen in hetzelfde pand zat. Hun eerste productie was Virgem Doida, een “striptease-monoloog” gebaseerd op het werk van Rimbaud. 
Bij het maken van haar shows vindt Calle de relatie met het publiek zeer belangrijk; de unie tussen toeschouwer en kunstenaar. Ze werkte geregeld samen met niet-professionele acteurs en sociale integratieprojecten. Met de compagnie Estabelecimento Prisional Vale dos Judeus creëerde ze voorstellingen in een gevangenis, met gevangenen als acteurs. Met de workshop-performance Rifar o Meu Coração trok ze naar Porto en Alentejo, waarbij er telkens een week gerepeteerd werd in samenwerking met de plaatselijke bevolking, gevolgd door een week lang gratis voorstellingen.
Ze speelde mee in verschillende langspeelfilms en kortfilms, zoals Casa de Lava (1994) van Pedro Costa, Fado Majeur et Mineur (1994) van Raúl Ruiz, A Costa dos Murmúrios (2004) van Margarida Cardoso, O Filme do Desassossego (2010) van João Botelho, A Divisão Social do Trabalho Segundo Adam Smith van Fátima Ribeiro en Cinzento e Negro (2015) van Luís Filipe Rocha. Op televisie speelde ze mee in verschillende soaps en telenovellas.
In 2014 trok Casa Conveniente weg uit de Cais do Sodré wijk, omdat die door gentrificatie te hard veranderd was. Verschillende mensen waarmee ze samenwerkte in de gevangenis van Vale dos Judeus waren na hun vrijlating bij Casa Conveniente komen werken. Toevallig kwamen die allemaal uit Zona Jota, een wijk met een slechte reputatie. Daarom besloot Calle om met haar gezelschap naar daar te verhuizen, waar ze voor haar projecten opnieuw samenwerkte met de lokale gemeenschap. De verhuis van de ene locatie naar de andere werd gekoppeld aan zeven voorstellingen op verschillende locaties doorheen Lissabon gedurende zeven dagen, gebaseerd op Die sieben Todsünden van Bertolt Brecht.
In 2015 stond ze mee aan de wieg van het Zona Não Vigiada” festival, dat nieuw leven wilde blazen in de buitenwijken van Lissabon. 
In 2017 stond ze voor de eerste keer in Teatro Nacional D. Maria II, met het stuk Ensaio para uma Cartografia. Twaalf actrices pogen een klassieke dans uit te voeren, terwijl ze tegelijkertijd op cello’s, violen en bassen een fragment uit een complexe symfonie proberen te spelen. "De route wordt pas duidelijk als je het pad bewandelt", is het idee achter deze voorstelling.
In haar stuk Carta borduurde ze verder op het gegeven van Ensaio para uma Cartografia. Met 15 actrices en 15 muzikanten maakte ze een nieuwe interpretatie van de Zevende Symfonie van Beethoven. Carta, de Latijnse term voor cartografie, is een meditatie over en een verzet tegen de heersende normen. Calle bepleit een andere omgang met de klassieke canon vanuit een benadering waarin het vrouwelijke lichaam centraal staat.

## Oeuvre

### Televisie
- A Lenda da Garça (1999/2000 - telenovela, RTP)
- Ele é Ela (2009/2010 - serie, TVI)
- Maternidade (2012 - serie, RTP)
- Os Boys (2016 - serie, RTP)
- Paixão (2017/2018 - telenovela, SIC)

### Langspeelfilms
- 1993 - Aqui na Terra van João Botelho
- 1994 - Casa_de_Lava|Casa de Lava van Pedro Costa
- 1994 - Fado Majeur et Mineur
- 2003 - Nós
- 2003 - Antes Que o Tempo Mude van Luis Fonseca
- 2004 - A_Costa_dos_Murmúrios van Margarida Cardoso
- 2006 - Absurdistant van Veit Helmer
- 2007 - Sombras - Um Filme Sonâmbulo
- 2008 - Veneno Cura
- 2010 - Filme do Desassossego van João Botelho
- 2015 - Cinzento e Negro van Luis Filipe Rocha

### Kortfilms
- 2017 - Maria
- 2016 - Morning Interim
- 2012 - Esta Casa Ainda Existe
- 2011 - A Divisão Social do Trabalho Segundo Adam Smith
- 2010 - Insert
- 2008 - Corações Plásticos
- 1999 - Chuva
- 1999 - Golpe de Asa
- 1992 - Lumen
- 1990 - O Pomar

### Theater
- Virgem Doida" (1992)
- Jogos de Noite (1994)
- Crónicas (1997) - naar António Lobo Antunes
- Os Paraísos do Caminho Vazio (1998)
- Os dias que nos dão (1999)
- Bar da meia noite" (2000)
- As lágrimas amargas de Petra von Kant (2001)
- Três Irmãs - que importância é que isto tem? (2003) - naar Anton Tsjechov
- Un dia Virá (2003) - naar Samuel Beckett
- Rua de Sentido Único (2003)
- Luz Interior (2004) - naar Peter Handke
- Lar Doce Lar (2006)
- A Última Gravação de Krapp (2007)
- Inferno (2010)
- Recordações de uma Revolução (2012)
- os Meus Sentimentos (2013)
- Ensaio para uma Cartografia (2017)
- Carta (2021)